# 11595 Monsummano
11595 Monsummano (1995 KN) là một tiểu hành tinh vành đai chính được phát hiện ngày 23 tháng 5 năm 1995 bởi A. Boattini và L. Tesi ở San Marcello Pistoiese.